# 尾崎將司
尾崎將司（本名：尾崎正司，1947年1月24日—），日本職業高爾夫球手，德島縣海部郡出身，因為他的身高和開球距離得到「Jumbo」（即巨人）的稱號。他在1989至1998年間，曾經高據男子高爾夫世界排名頭10位達200週之久，並在2011年進入世界高爾夫名人堂。